# Veneroida
Vénéroïdes
Ordre
Les Vénéroïdes (Veneroida ou actuellement Venerida) sont un ordre de mollusques bivalves comprenant quelques-uns des bivalves familiers, tels la palourde ou la moule zébrée.

## Description et caractéristiques

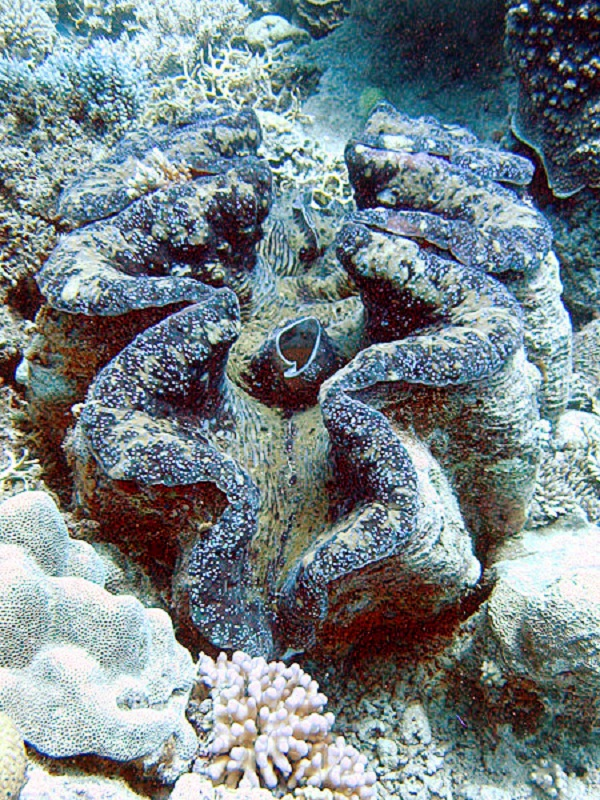
Les bénitiers (famille des Tridacnidae ou des Cardiidae), les plus gros coquillages connus, font partie des Veneroida.

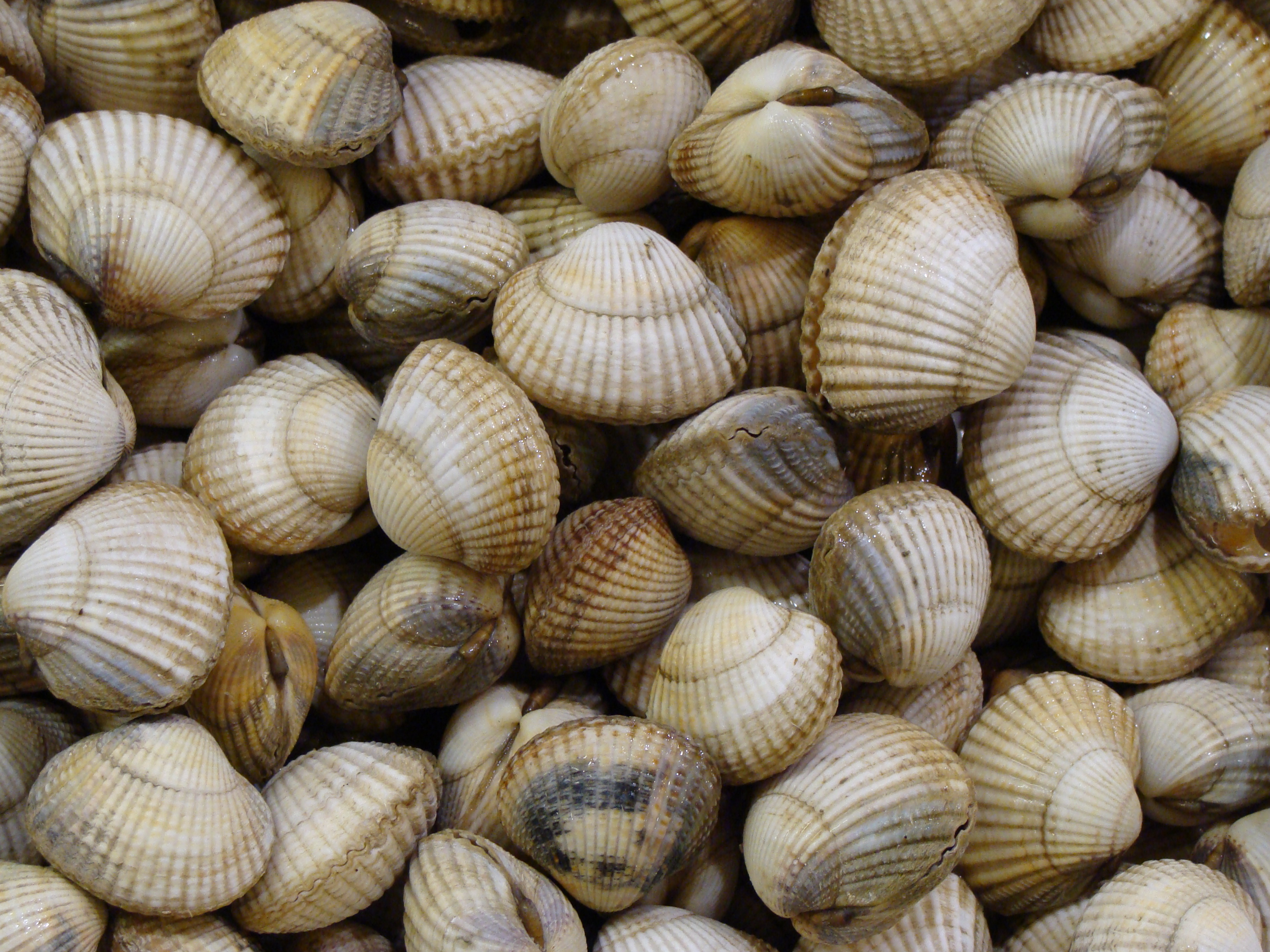
Les « coques » (Cerastoderma edule) sont des coquillages très consommés.

Ils ont des coquilles épaisses, équivalves et souvent non équilatérales. Ils ont des dents cardinales et latérales. Les muscles adducteurs sont de taille sensiblement égale. Les crochets se trouvent en position antérieure. Les siphons sont plutôt petits et plus ou moins fusionnés.

## Liste des familles
| Selon World Register of Marine Species (5 avril 2014) : - super-famille des Arcticoidea Newton, 1891 (1844) - famille des Arcticidae Newton, 1891 (1844) - famille des Trapezidae Lamy, 1920 (1895) - super-famille des Cardioidea Lamarck, 1809 - famille des Cardiidae Lamarck, 1809 - super-famille des Chamoidea Lamarck, 1809 - famille des Chamidae Lamarck, 1809 - super-famille des Cyamioidea Sars, 1878 - famille des Basterotiidae Cossmann, 1909 - famille des Cyamiidae G.O. Sars, 1878 - famille des Galatheavalvidae Knudsen, 1970 - famille des Sportellidae Dall, 1899 - super-famille des Cyrenoidea Gray, 1840 - famille des Cyrenidae Gray, 1847 - famille des Glauconomidae Gray, 1853 - super-famille des Cyrenoidoidea H. Adams & A. Adams, 1857 (1853) - famille des Cyrenoididae H. Adams & A. Adams, 1857 (1853) - super-famille des Dreissenoidea Gray, 1840 - famille des Dreissenidae Gray, 1840 - super-famille des Gaimardioidea Hedley, 1916 - famille des Gaimardiidae Hedley, 1916 - super-famille des Galeommatoidea J.E. Gray, 1840 - famille des Galeommatidae Gray, 1840 - famille des Kelliidae Forbes & Hanley, 1848 - famille des Lasaeidae Gray, 1842 - famille des Montacutidae W. Clark, 1855 - super-famille des Glossoidea J.E. Gray, 1847 (1840) - famille des Glossidae Gray, 1847 (1840) - famille des Kelliellidae Fischer, 1887 - famille des Vesicomyidae Dall & Simpson, 1901 - super-famille des Hemidonacoidea Scarlato & Starobogatov, 1971 (taxon incertain) - super-famille des Mactroidea Lamarck, 1809 - famille des Anatinellidae Deshayes, 1853 - famille des Cardiliidae P. Fischer, 1887 - famille des Mactridae Lamarck, 1809 - famille des Mesodesmatidae Gray, 1840 - super-famille des Sphaerioidea Deshayes, 1855 (1820) - famille des Sphaeriidae Deshayes, 1855 (1820) - super-famille des Tellinoidea Blainville, 1814 - famille des Donacidae Fleming, 1828 - famille des Psammobiidae Fleming, 1828 - famille des Semelidae Stoliczka, 1870 (1825) - famille des Solecurtidae d'Orbigny, 1846 - famille des Tellinidae Blainville, 1814 - super-famille des Ungulinoidea Gray, 1854 - famille des Ungulinidae Gray, 1854 - super-famille des Veneroidea Rafinesque, 1815 - famille des Neoleptonidae Thiele, 1934 - famille des Veneridae Rafinesque, 1815 - famille des Hemidonacidae Scarlato & Starobogatov, 1971 | Selon ITIS (5 avril 2014) : - super-famille des Arcticoidea Newton, 1891 - famille des Arcticidae Newton, 1891 - famille des Trapezidae Lamy, 1920 - super-famille des Astartoidea d'Orbigny, 1844 - famille des Astartidae d'Orbigny, 1844 - famille des Cardiniidae Zittel, 1881 - super-famille des Cardioidea Lamarck, 1809 - famille des Cardiidae Lamarck, 1809 - super-famille des Carditoidea J. Fleming, 1828 - famille des Carditidae Fleming, 1828 - famille des Condylocardiidae Bernard, 1897 - super-famille des Chamoidea Lamarck, 1809 - famille des Chamidae Lamarck, 1809 - super-famille des Corbiculoidea J. E. Gray, 1847 - famille des Corbiculidae Gray, 1847 - famille des Pisidiidae Gray, 1857 - super-famille des Crassatelloidea Ferussac, 1822 - famille des Crassatellidae Ferussac, 1822 - super-famille des Cyamioidea Sars, 1878 - famille des Cyamiidae Philippi, 1845 - famille des Neoleptonidae Thiele, 1934 - famille des Sportellidae Dall, 1899 - super-famille des Dreissenoidea Gray, 1840 - famille des Dreissenidae Gray, 1840 - super-famille des Galeommatoidea J. E. Gray, 1840 - famille des Galeommatidae Gray, 1840 - famille des Lasaeidae Gray, 1847 - famille des Leptonidae Gray, 1847 - super-famille des Glossoidea J. E. Gray, 1847 - famille des Glossidae Gray, 1847 - famille des Kelliellidae Fischer, 1887 - famille des Vesicomyidae Dall et Simpson, 1901 - super-famille des Lucinoidea J. Fleming, 1828 - famille des Cyrenoididae H. et A. Adams, 1857 - famille des Fimbriidae Nicol, 1950 - famille des Lucinidae Fleming, 1828 - famille des Mactromyidae Cox, 1929 - famille des Thyasiridae Dall, 1901 - famille des Ungulinidae H. et A. Adams, 1857 - super-famille des Mactroidea Lamarck, 1809 - famille des Anatinellidae Gray, 1853 - famille des Cardilidae Fischer, 1887 - famille des Mactridae Lamarck, 1809 - famille des Mesodesmatidae Gray, 1839 - super-famille des Solenoidea Lamarck, 1809 - famille des Pharidae H. Adams et A. Adams, 1858 - famille des Solenidae Lamarck, 1809 - super-famille des Tellinoidea Blainville, 1814 - famille des Donacidae Fleming, 1828 - famille des Psammobiidae Fleming, 1828 - famille des Scrobiculariidae H. et A. Adams, 1856 - famille des Semelidae Stoliczka, 1870 - famille des Solecurtidae Orbigny, 1846 - famille des Tellinidae Blainville, 1814 - super-famille des Tridacnaoidea Lamarck, 1819 - famille des Tridacnidae Lamarck, 1819 - super-famille des Veneroidea Rafinesque, 1815 - famille des Glauconomidae Gray, 1853 - famille des Petricolidae Deshayes, 1831 - famille des Turtoniidae Clark, 1855 - famille des Veneridae Rafinesque, 1815 |

## Galerie

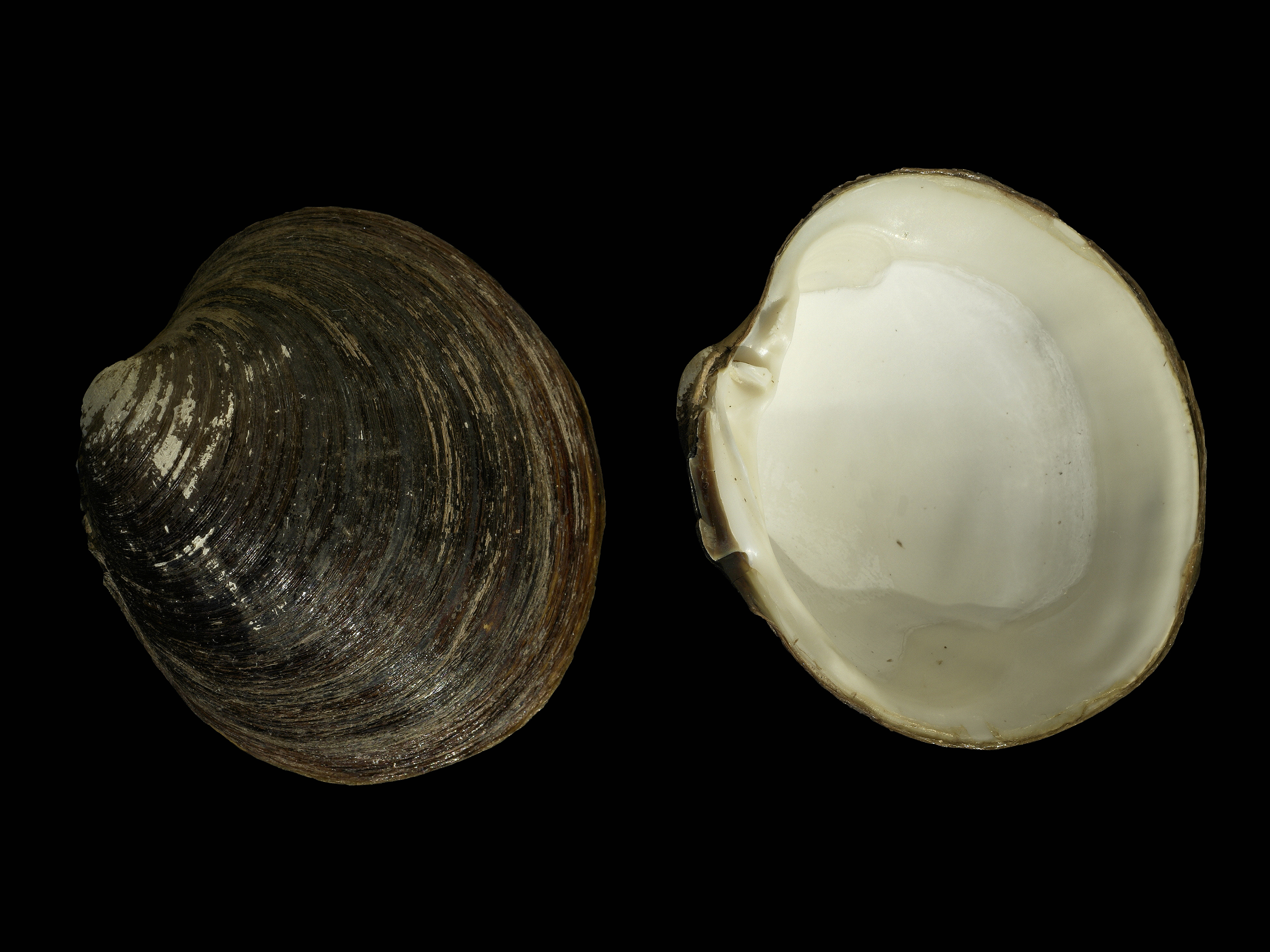
Arctica islandica, un Arcticidae
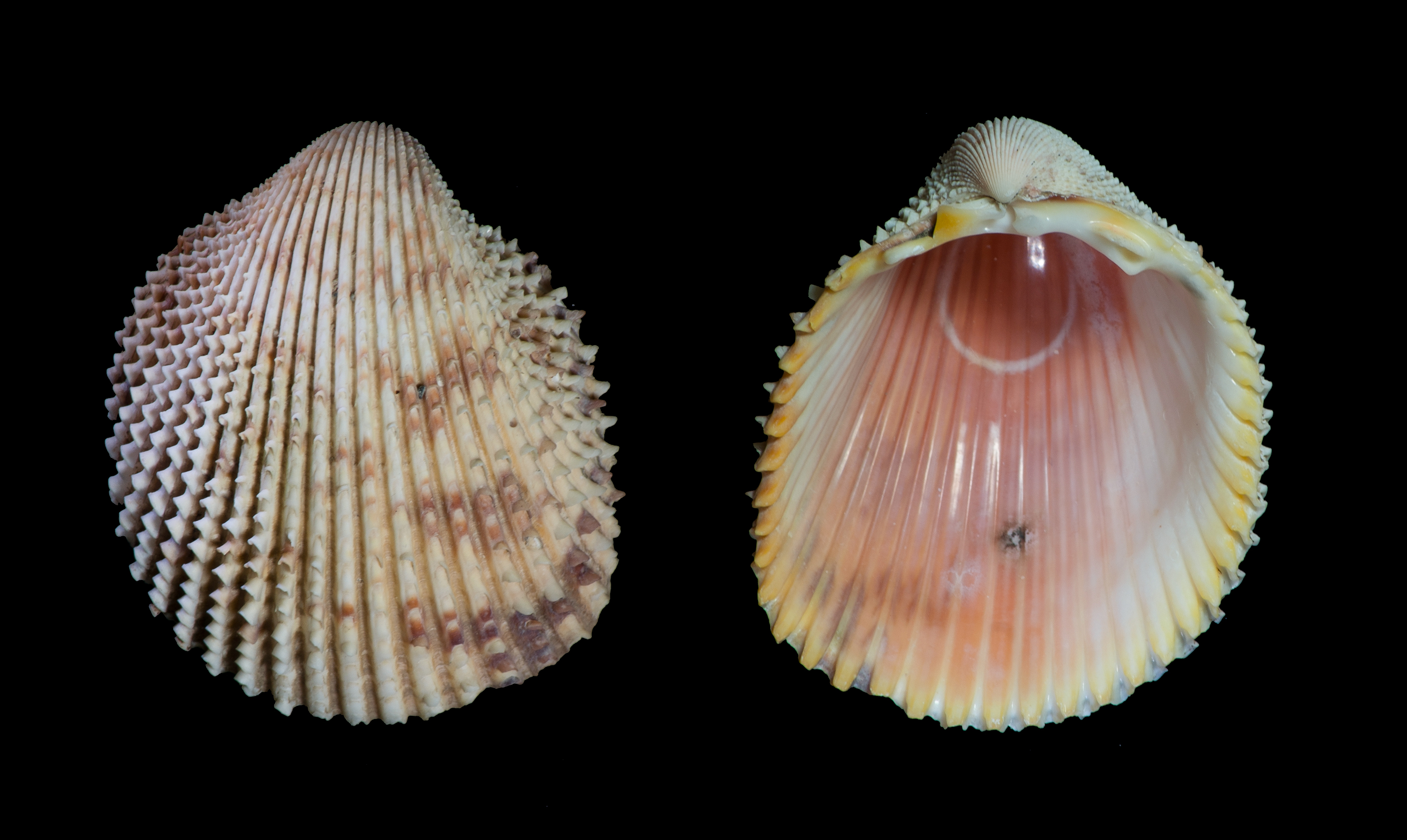
Trachycardium isocardia, un Cardiidae
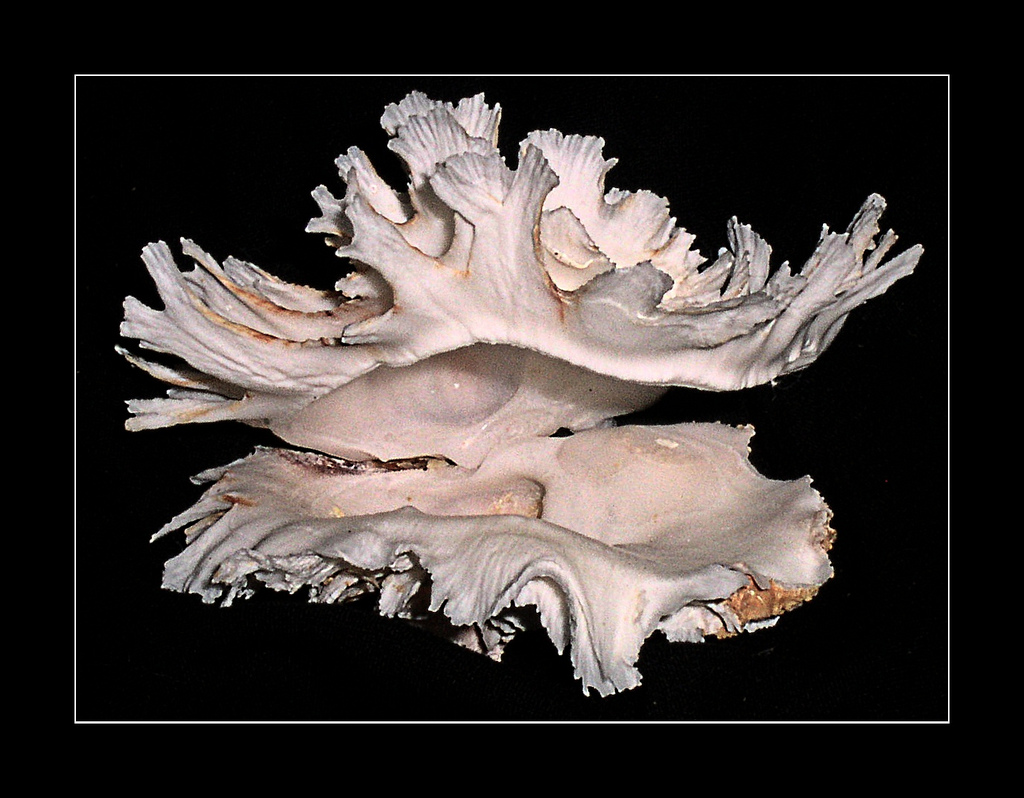
Chama lazarus, un Chamidae
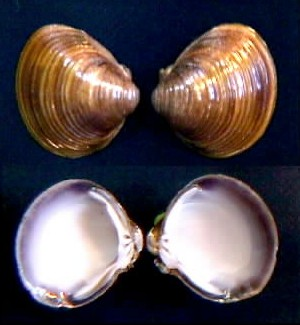
Corbicula fluminalis, un Cyrenidae
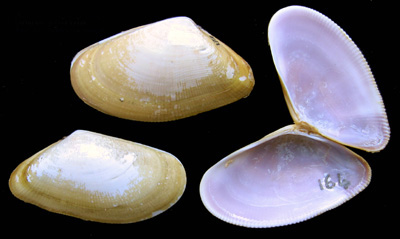
Donax vittatus, un Donacidae
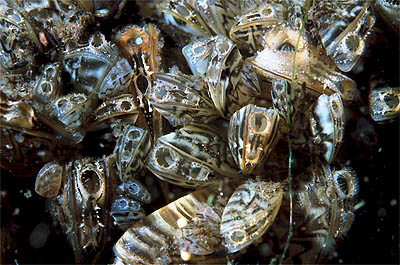
Dreissena polymorpha, un Dreissenidae
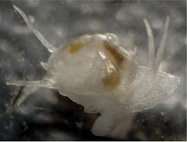
Waldo paucitentaculatus, un Galeommatidae
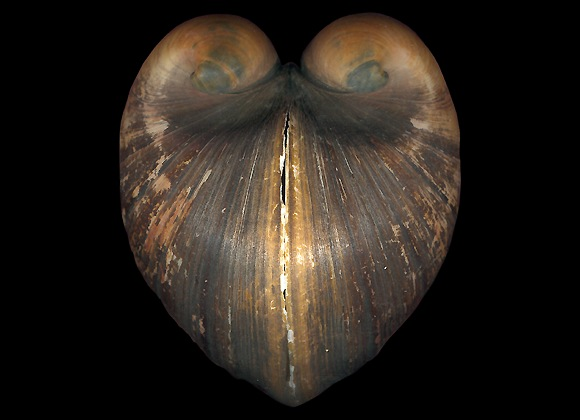
Glossus humanus, un Glossoidea
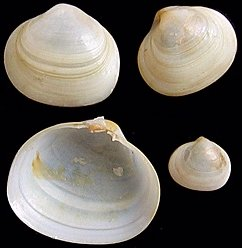
Kellia suborbicularis, un Lasaeidae
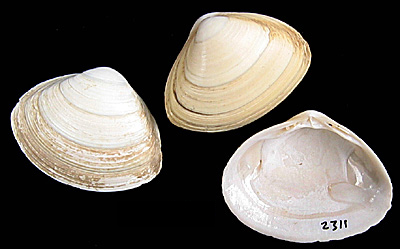
Spisula elliptica, un Mactridae
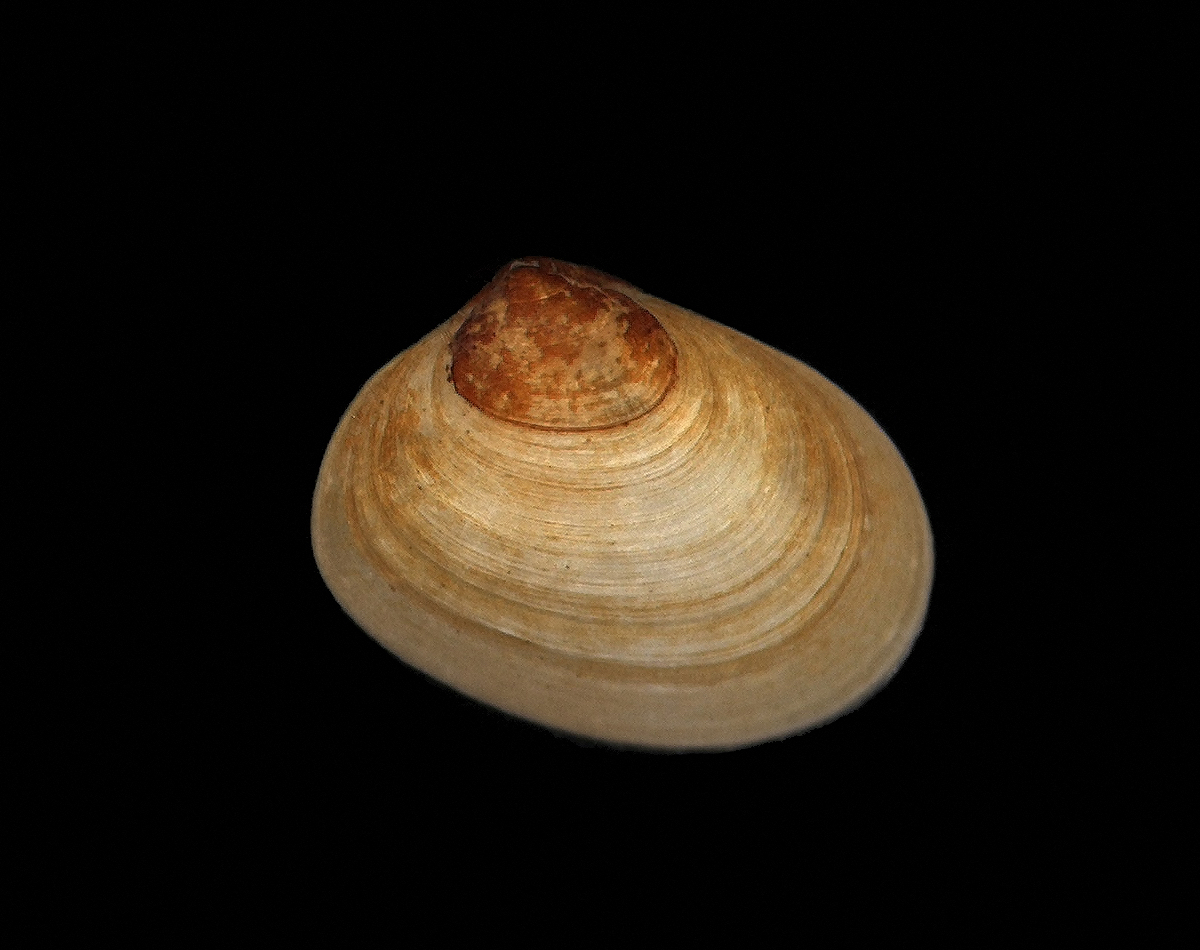
Kurtiella bidentata, un Montacutidae
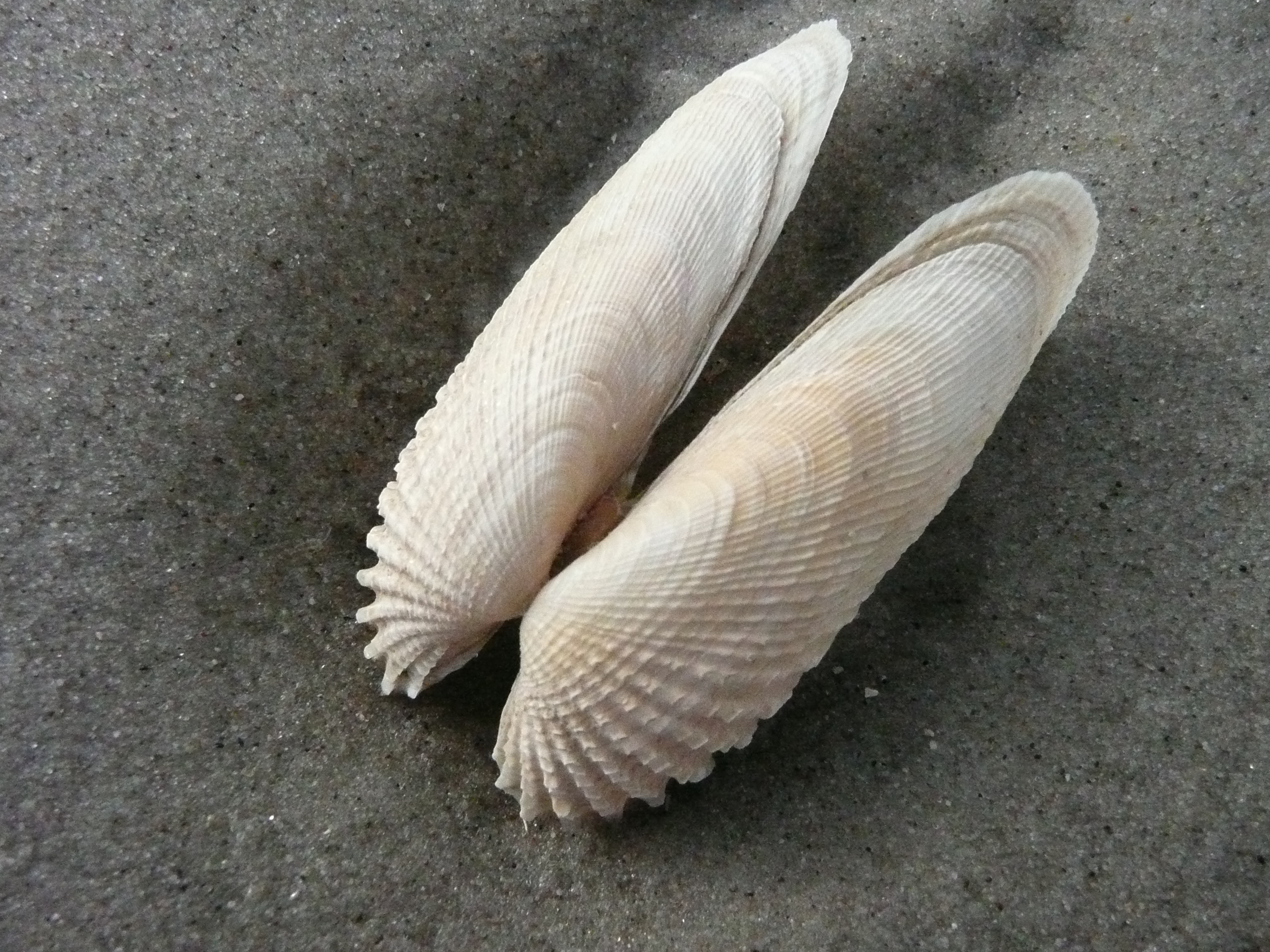
Petricola pholadiformis, un Petricolidae
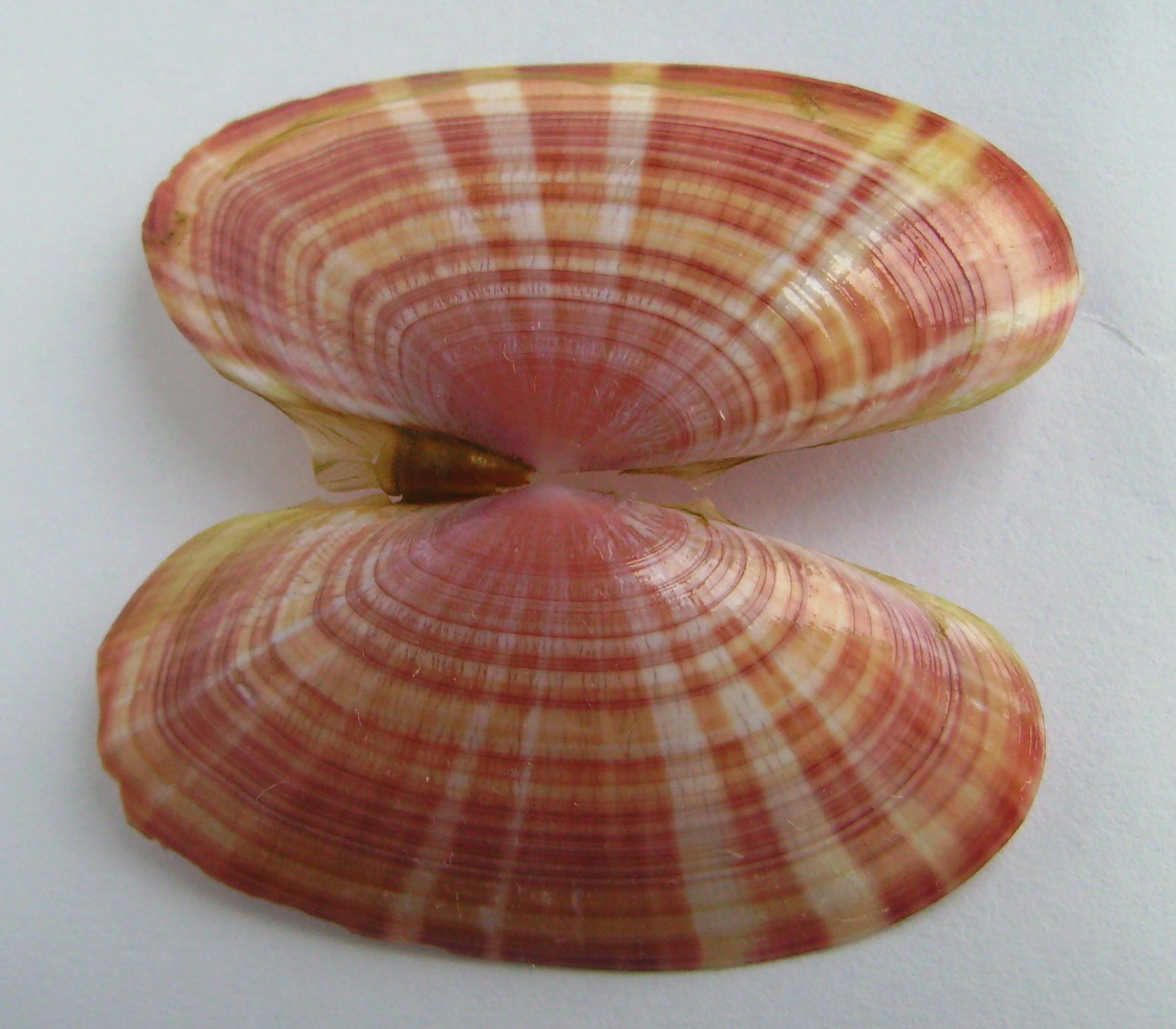
Gari convexa, un Psammobiidae
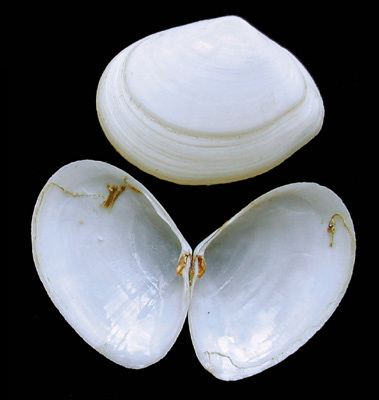
Abra alba, un Semelidae
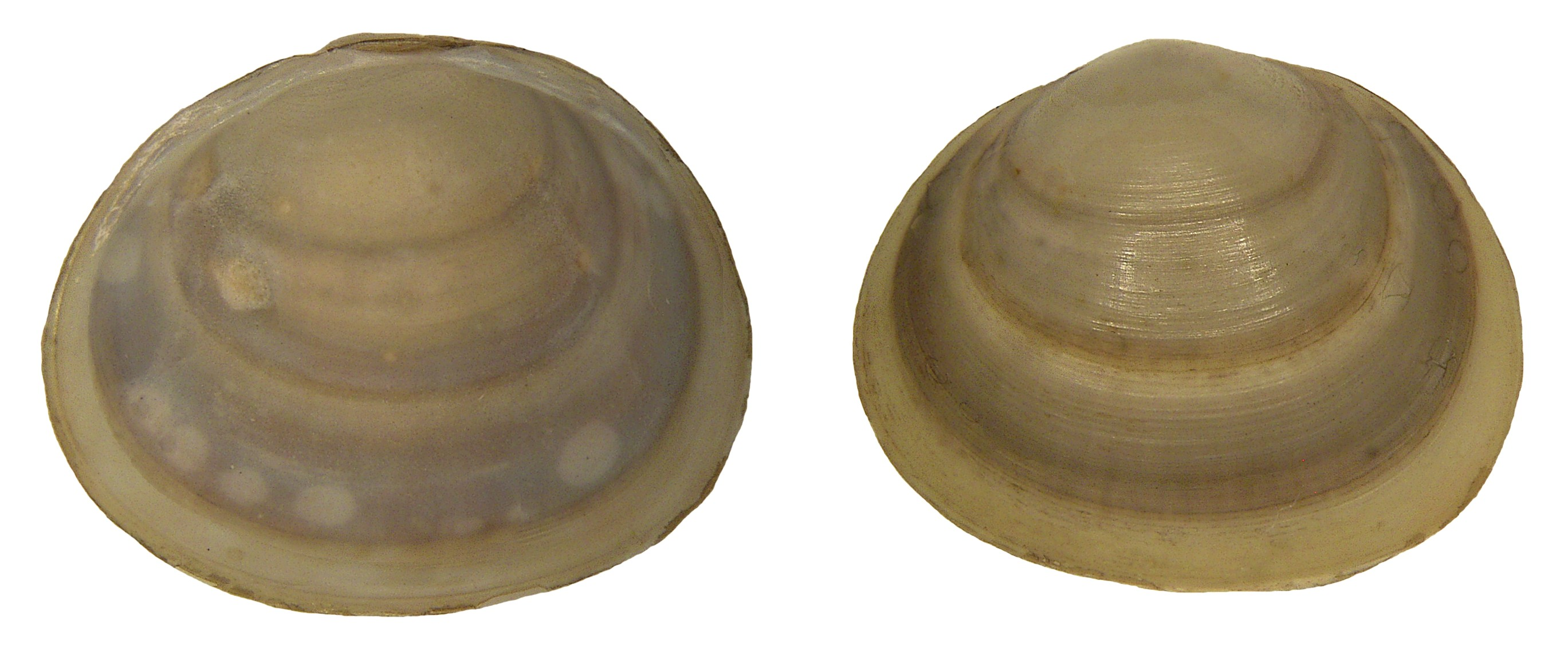
Sphaerium corneum, un Sphaeriidae
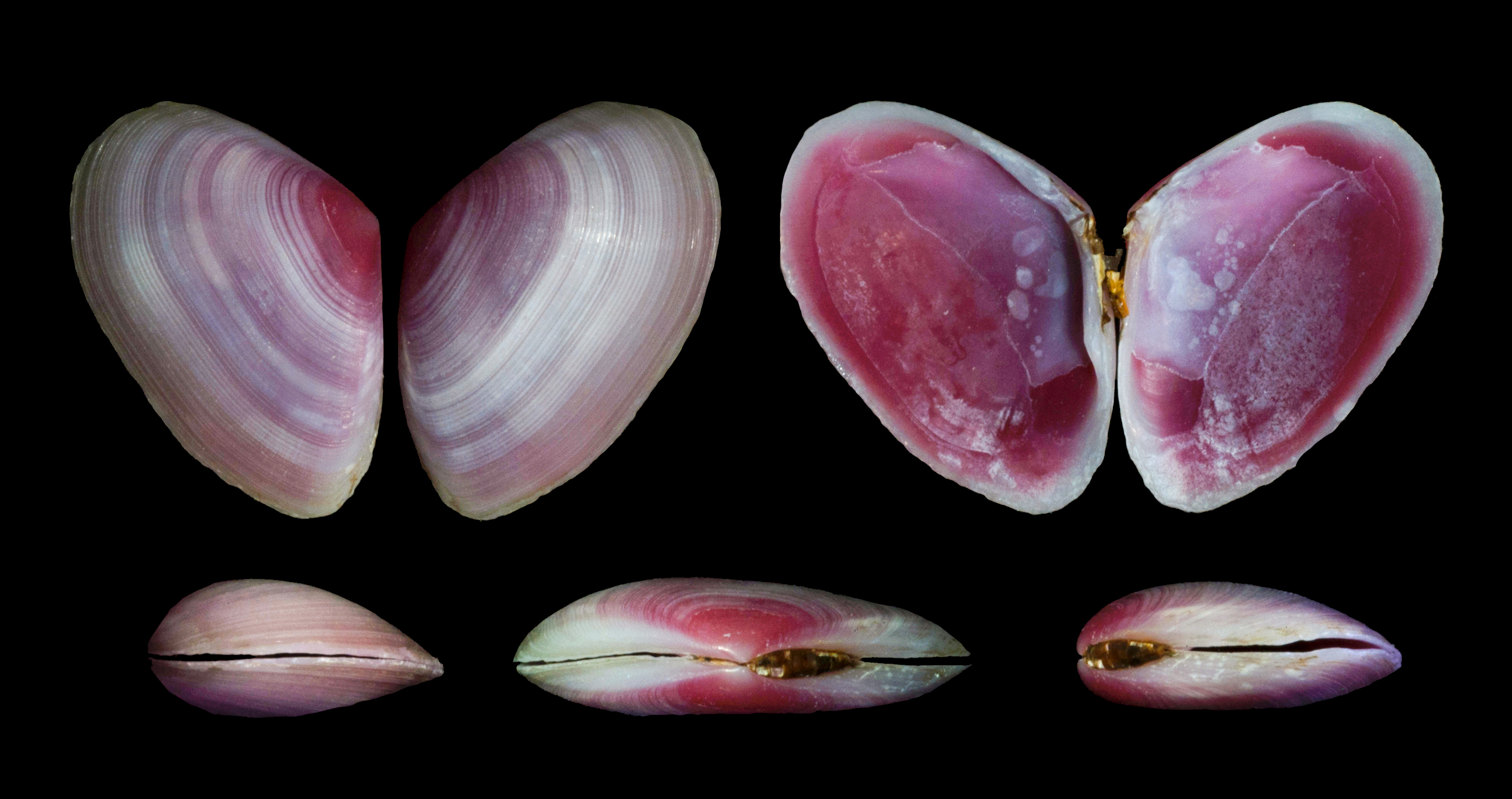
Eurytellina lineata, un Tellinidae
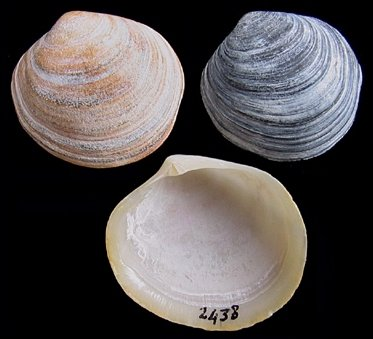
Diplodonta rotundata, un Ungulinidae
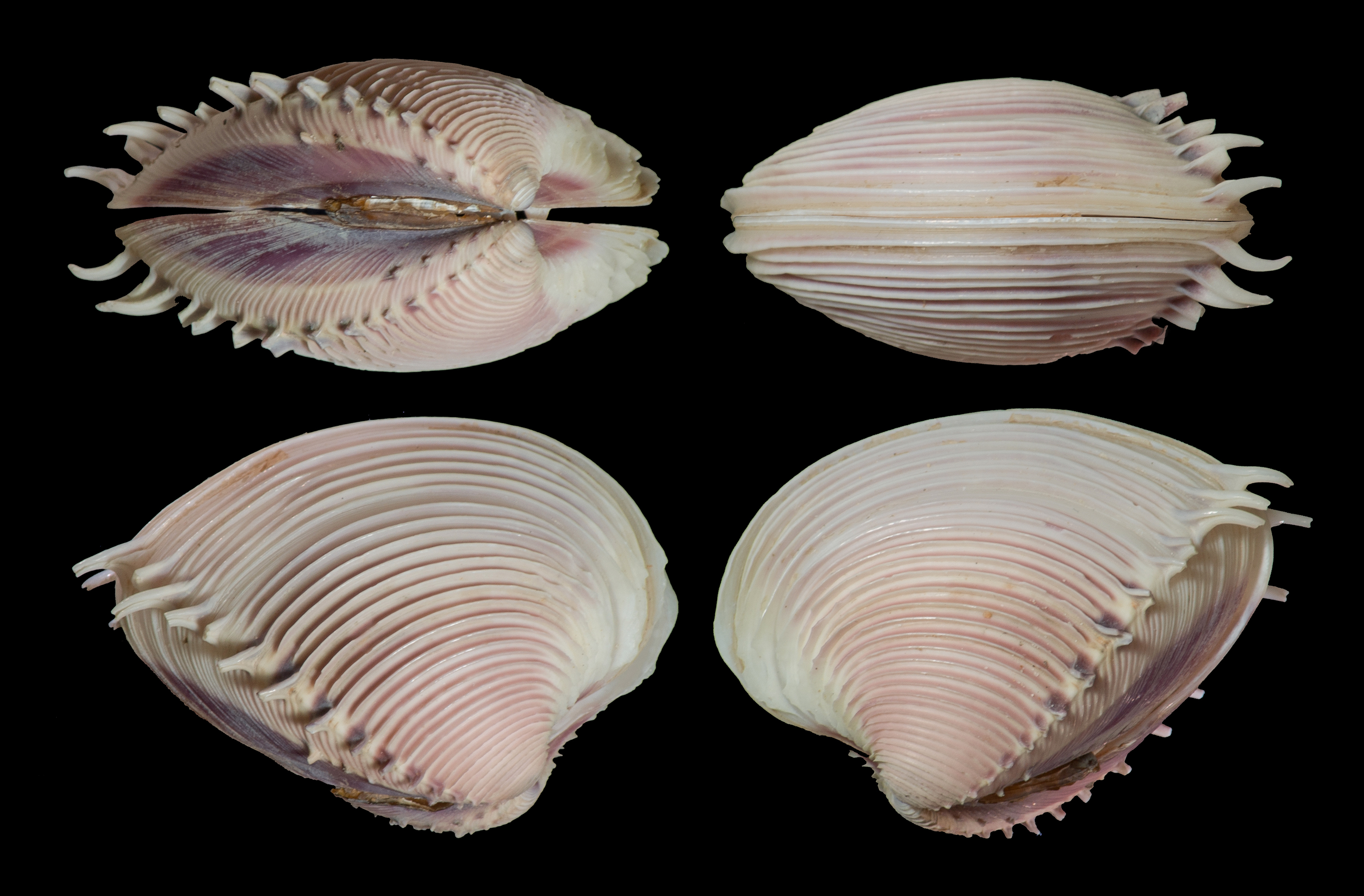
Hysteroconcha dione, un Veneridae